# Hamilton Vaz Pereira
Hamilton de Souza Pinto Vaz Pereira (Rio de Janeiro, 10 de dezembro de 1951) é um diretor, autor, ator, compositor e diretor musical brasileiro. 

## Biografia
Dirigiu todas as peças do grupo Asdrúbal Trouxe o Trombone, na década de 1970, juntamente com Regina Casé, Daniel Dantas, Jorge Alberto, Luiz Fernando Guimarães e outros. Era considerado o líder do grupo. 
Estudou teatro no Tablado, com Maria Clara Machado. Em 2014, participou de um dos episódios da série do Multishow, Por Isso Eu Sou Vingativa, no papel de Rodrigues.

## Filmografia

### Cinema
| Ano  | Título                          | Personagem        | Notas        |
| ---- | ------------------------------- | ----------------- | ------------ |
| 2024 | Aumenta que É Rock 'n Roll      | Dr. Medeiros      | [ 2 ]        |
| 2023 | Fervo                           | Cézar             |              |
| 2022 | O Tablado e Maria Clara Machado | Ele mesmo         | Documentário |
| 2016 | O Roubo da Taça                 | Bispo             |              |
| 2015 | Depois de Tudo                  | Paulino           | [ 3 ]        |
| 2013 | A Memória que Me Contam         | Henrique          |              |
| 1999 | São Jerônimo                    | Damaso            |              |
| 1994 | Mil e Uma                       | —                 |              |
| 1986 | O Cinema Falado                 | Homem do monólogo |              |
| 1972 | D'Gajão Mata Para Vingar        | —                 |              |
| 1970 | A Dança das Bruxas              | —                 | [ 4 ]        |

### Televisão
| Ano       | Título                    | Personagem | Notas        |
| --------- | ------------------------- | ---------- | ------------ |
| 2015-2018 | Magnífica 70              | Inácio     | 16 episódios |
| 2014      | Por Isso Eu Sou Vingativa | —          | 1 episódio   |